# Eupithecia nigra
Eupithecia nigra là một loài bướm đêm trong họ Geometridae.